# Campanula lanata
Campanula lanata är en klockväxtart som beskrevs av Imre Frivaldszky. Campanula lanata ingår i släktet blåklockor, och familjen klockväxter. IUCN kategoriserar arten globalt som otillräckligt studerad. Inga underarter finns listade i Catalogue of Life.